# Ninna Hedeager Olsen
Ninna Hedeager Olsen (født 4. december 1980 i Herning) er en tidligere[kilde mangler] dansk politiker for Enhedslisten. Hun var 2018-2021 teknik- og miljøborgmester i Københavns Kommune.
Hun havde siden 1. januar 2014 været medlem af Københavns Borgerrepræsentation og var partiets spidskandidat ved valget i 2017.

## Baggrund
Ninna Hedeager Olsen er uddannet fra Roskilde Universitet i 2010 som kandidat i arbejdsmiljøstudier. Hun arbejdede inden hvervet som borgmester som lektor på Det Samfundsfaglige og Pædagogiske Fakultet, Institut for Ledelse og Forvaltning på Metropol.

## Politisk karriere
Ninna Hedeager Olsen blev overraskende valgt til Enhedslistens spidskandidat ved Kommunalvalget i 2017, efter at hun havde modtaget flest stemmer i partiets urafstemning. I modsætning til andre af partiets kandidater havde hun ikke før afstemningen ytret ønske om at stå i spidsen for partiet ved det forestående valg.